# Izunonychus ohruii
Genre
Espèce
Izunonychus ohruii, unique représentant du genre Izunonychus, est une espèce d'opilions laniatores de la famille des Paranonychidae.

## Distribution
Cette espèce est endémique du Japon. Elle se rencontre vers la péninsule d'Izu.

## Publication originale
- Suzuki, 1975 : « The harvestmen of family Triaenonychidae in Japan and Korea (Travunoidea, Opiliones, Arachnida). » Journal of Science of the Hiroshima University, vol. 26, no 1, p. 65–101.